# Clusia rotundifolia
Clusia rotundifolia är en tvåhjärtbladig växtart som beskrevs av Henry Allan Gleason. Clusia rotundifolia ingår i släktet Clusia och familjen Clusiaceae. Inga underarter finns listade i Catalogue of Life.